# 61B villamos (Budapest)
A budapesti 61B jelzésű villamos Hűvösvölgy és a budafoki Városház tér között közlekedik a Krisztina körúti vágányzárak idején. Hűvösvölgy és a Móricz Zsigmond körtér között a 61-es, innen tovább a Városház térig az 56-os villamos útvonalán jár. A járatot a Budapesti Közlekedési Zrt. üzemelteti.

## Története
2017. augusztus 21-étől 25-éig a Krisztina körúton az 56-os villamos nem közlekedett pályafelújítás miatt, helyette részben az új 61B jelzésű villamosok jártak az Alkotás utcán.
2017. augusztus 28-ától szeptember 22-éig a Hűvösvölgy és a Városház tér között közlekedett, szintén az 56-os villamos pótlása miatt, mely csak a Széll Kálmán térig járt.
2021. április 9–16. között újraindult munkanapokon az 56-os villamos pótlása miatt, ami ezalatt Hűvösvölgy felől csak a Dózsa György térig járt.
2021. szeptember 25–26-án, majd november 6–7-én ismét közlekedett a Hűvösvölgy – Városház tér útvonalon.
2024. Május 4-5-én a Szabadság híd lezárása miatt közlekedett a Hűvösvölgy - Városház tér között.
2025. Augusztus 16-17-én a Szent János kórház - Városház tér között közlekedett.

## Útvonala
| Városház tér felé |
| Hűvösvölgy vá. – Hűvösvölgyi út – Völgy utca – Alsó Völgy utca – Versec sor – Hűvösvölgyi út – Szilágyi Erzsébet fasor – Széll Kálmán tér – Krisztina körút – Magyar jakobinusok tere – Alkotás utca – Budaörsi út – Villányi út – Móricz Zsigmond körtér – Fehérvári út – felüljáró – Leányka utca – Mária Terézia utca – Városház tér vá. |
| Hűvösvölgy felé |
| Városház tér vá. – Mária Terézia utca – Leányka utca – felüljáró – Fehérvári út – Móricz Zsigmond körtér – Villányi út – Budaörsi út – Alkotás utca – Magyar jakobinusok tere – Krisztina körút – Széll Kálmán tér – Szilágyi Erzsébet fasor – Hűvösvölgyi út – Versec sor – Alsó Völgy utca – Völgy utca – Hűvösvölgyi út – Hűvösvölgy vá. |

## Megállóhelyei
Az átszállási kapcsolatok között a Hűvösvölgy és Savoya Park között közlekedő 61A villamos nincs feltüntetve.
| 0  | Hűvösvölgy végállomás      | 54 | 29, 57, 63, 64, 64A, 157, 157A, 164, 257, 264 56A Gyermekvasút |
| 2  | Heinrich István utca       | 51 | 56A |
| 3  | Völgy utca                 | 50 | 56A |
| 4  | Vadaskerti utca            | 49 | 56A |
| 5  | Nagyhíd                    | 47 | 56A |
| 6  | Zuhatag sor                | 47 | 56A |
| 8  | Kelemen László utca        | 45 | 56A 29, 129 |
| 9  | Akadémia                   | 44 | 56A 129 |
| 11 | Budagyöngye                | 42 | 56A 22, 22A, 129, 222, 291 783, 784, 785, 786, 787, 789, 795 |
| 12 | Nagyajtai utca             | 41 | 56A 91, 129 |
| 14 | Szent János Kórház         | 39 | 56A, 59, 60 22, 22A, 91, 128, 129, 155, 156, 222 783, 784, 785, 786, 787, 789, 795 |
| 15 | Városmajor                 | 38 | 56A, 59, 60 5, 22, 22A, 91, 155, 156, 222 |
| 16 | Nyúl utca                  | 37 | 56A, 59 5, 91, 155, 156 |
| 18 | Széll Kálmán tér M         | 36 | 4, 6, 17, 56A, 59, 59A 5, 16, 16A, 21, 21A, 22, 22A, 39, 91, 102, 116, 128, 129, 139, 140, 140A, 149, 155, 156, 222 783, 784, 785, 786, 787, 789, 795                                    |
| 21 | Déli pályaudvar M          | 34 | 17, 56A, 59, 59A 21, 21A, 39, 102, 139, 140, 140A S10 , S30 , Z30 , S40 , S42 , IC, sebesvonat                                                                                           |
| 22 | Nagyenyed utca             | 32 | 17 |
| 24 | Királyhágó utca            | 30 | 17 105, 139, 140, 140A |
| 26 | Csörsz utca                | 29 | 17 139, 140, 140A, 212 |
| 27 | BAH-csomópont              | 27 | 17 8E, 108E, 110, 112, 139, 140, 140A, 212 |
| 28 | Budaörsi út / Villányi út  | 26 | 17 212, 240 |
| 29 | Alsóhegy utca              | 25 | 17 212 |
| 30 | Pető Intézet (Villányi út) | 24 | 17 |
| 31 | Szüret utca                | 23 | 17 27 |
| 32 | Tas vezér utca             | 22 | 17 27 |
| 34 | Móricz Zsigmond körtér M   | 22 | 17 7, 19, 27, 114, 213, 240 |
| 35 | Móricz Zsigmond körtér M   | 20 | 6, 17 7, 19, 33, 53, 58, 150, 154 |
| 37 | Újbuda-központ M           | 18 | 4, 17, 41 33, 53, 58, 150, 154, 212 1172, 1173, 1174, 1175, 1176, 1177, 1183, 1184, 1185, 1188, 1189, 1190, 1193, 1194, 1201, 1205, 1212, 1215, 1216, 1229, 1251, 1253, 1254, 1257, 1268 |
| 38 | Csonka János tér           | 17 | 17, 41 |
| 39 | Hauszmann Alajos utca      | 15 | 17, 41 |
| 41 | Etele út / Fehérvári út    | 13 | 1, 17, 41 103, 114 |
| 42 | Kalotaszeg utca            | 11 | 17, 41 114 |
| 43 | Andor utca                 | 10 | 17, 41 114 |
| 44 | Albertfalva kitérő         | 8  | 17, 41 114 |
| 45 | Albertfalva utca           | 7  | 17, 41 114, 213 |
| 46 | Fonyód utca                | 6  | 17, 41 114, 213 |
| 47 | Budafok kocsiszín          | 6  | 17, 41 7, 58, 114, 213 S30 , S36 |
| 50 | Budafoki elágazás          | 3  | 41 58 |
| 51 | Leányka utcai lakótelep    | 2  | 33, 58, 114, 133E, 141, 158, 213, 241, 241A, 250 |
| 52 | Savoyai Jenő tér           | 1  | 33, 58, 114, 133E, 141, 158, 213, 241, 241A, 250, 250B |
| 54 | Városház tér végállomás    | 0  | 33, 58, 114, 133E, 141, 158, 213, 241, 241A, 250, 250B S30 , S36 , S40 , S42 , G43 |

## Képgaléria

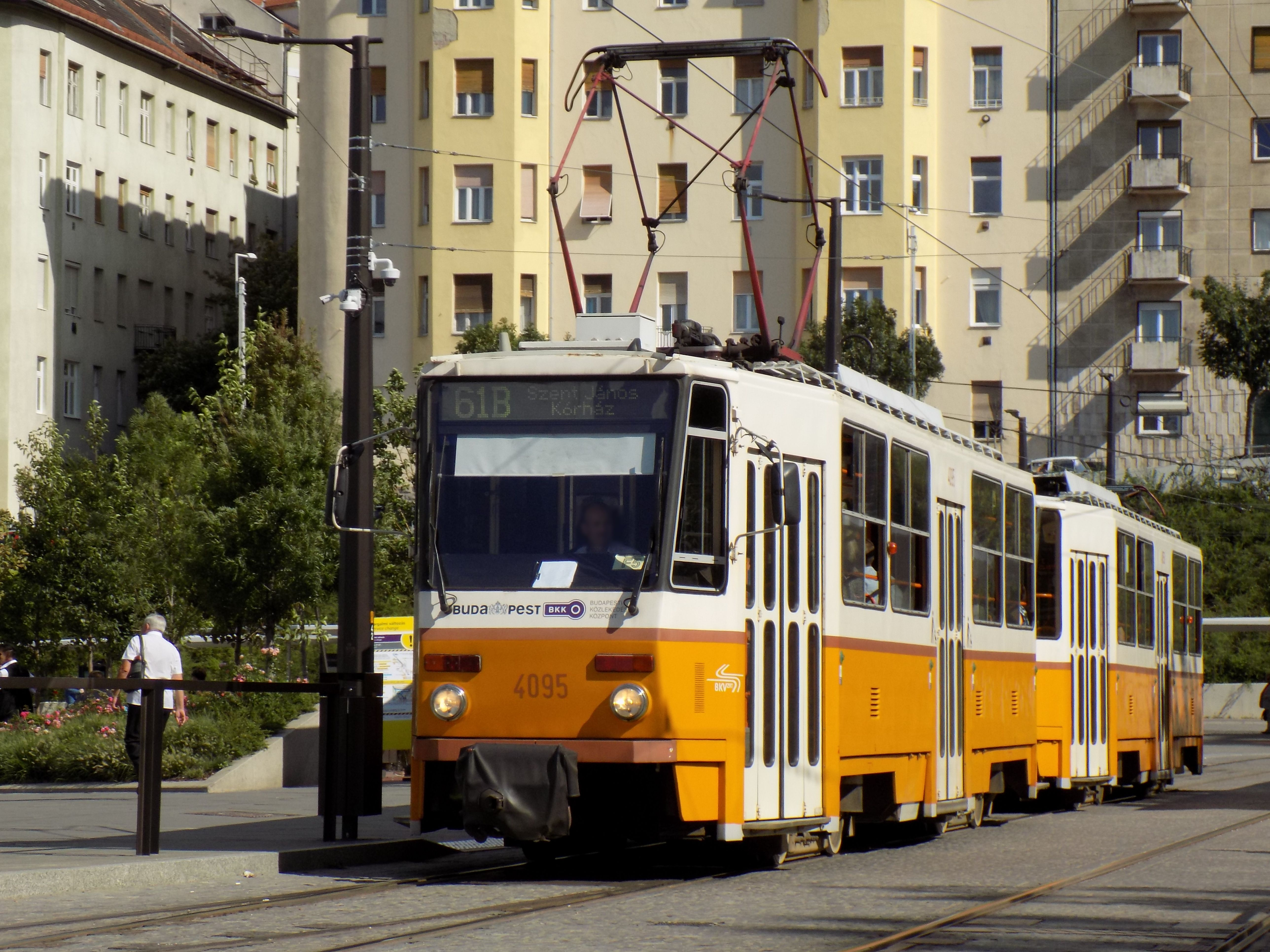
Széll Kálmán tér
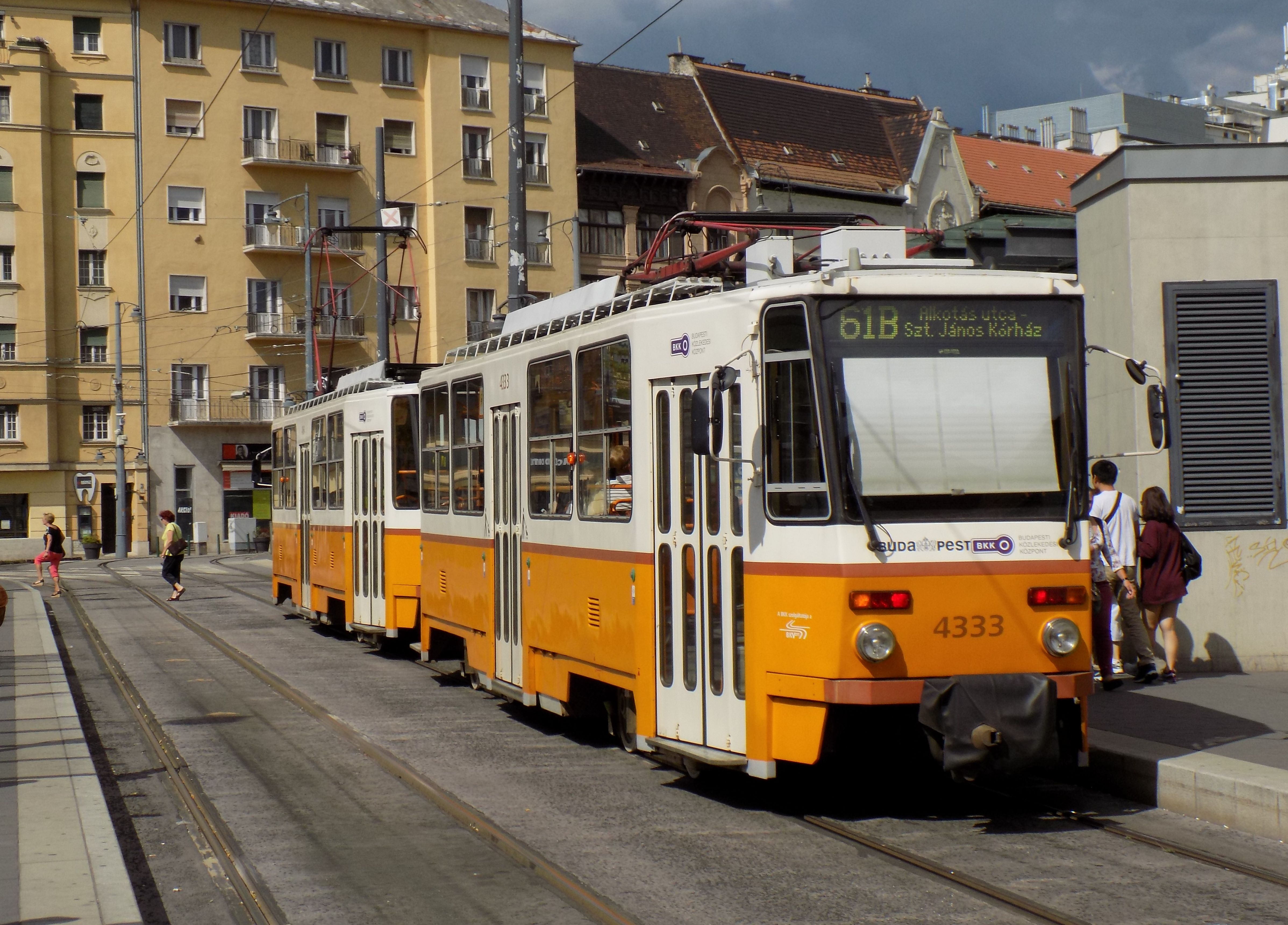
Móricz Zsigmond körtér
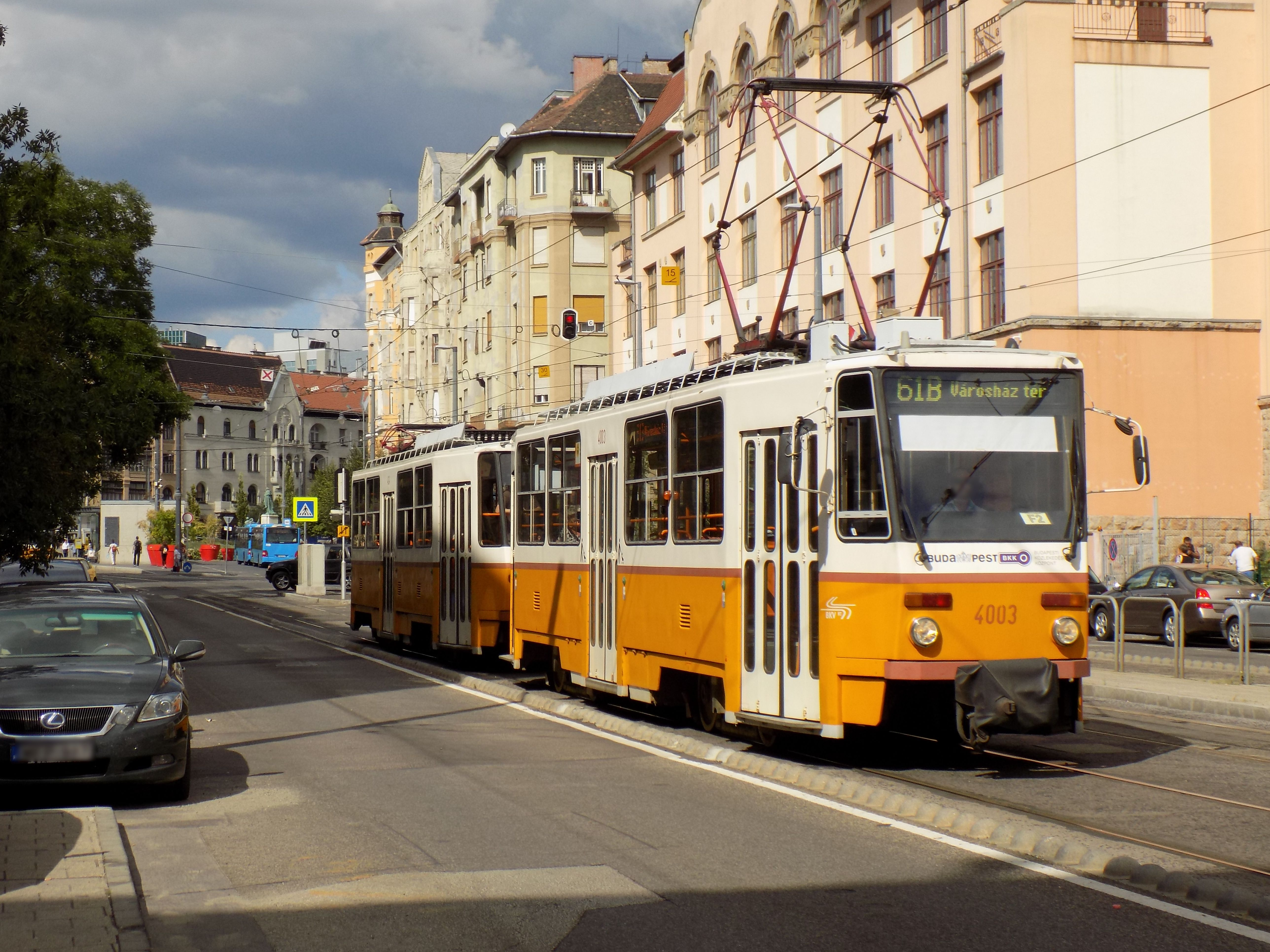
Fehérvári út
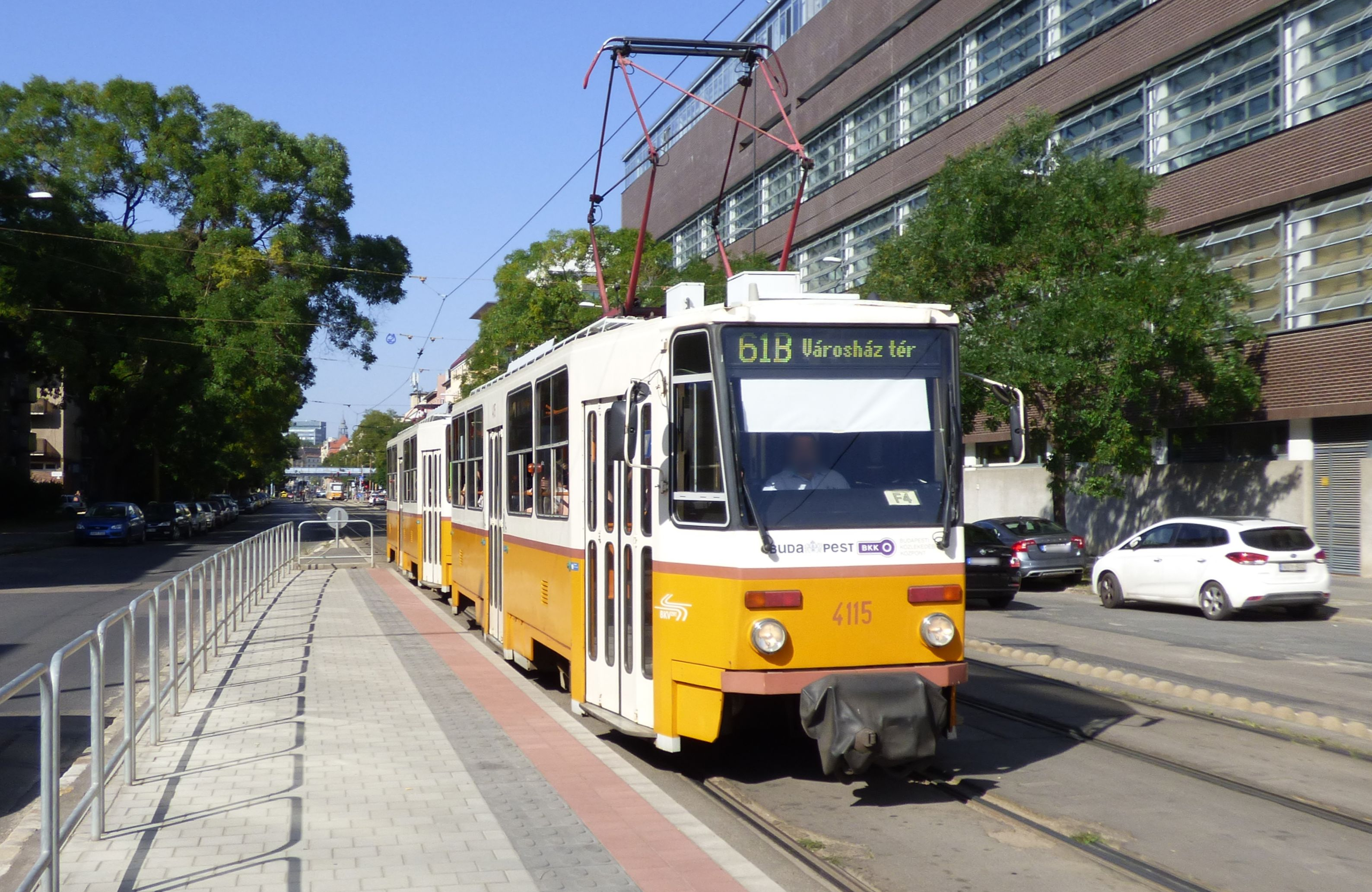
Fehérvári út